# とさでん交通後免線
後免線（ごめんせん）は、高知県南国市の後免町停留場と同県高知市のはりまや橋停留場を結ぶ、とさでん交通の軌道路線である。案内上は伊野線と合わせて「東西線」と呼称されることもある。

## 路線データ
- 路線距離（営業キロ）：10.9 km
- 軌間：1067 mm
- 駅数：33駅（起終点駅含む）
- 複線区間：全線（後免町の終端部分を除く）
- 電化区間：全線（直流600V）

## 概要
南国市から高知市にかけて東西に横断する路線である。はりまや橋 - 知寄町三丁目間は国道32号、知寄町三丁目 - 後免西町間は国道195号と並行している。後免町 - 後免東町間、後免西町 - 篠原間、西高須 - 知寄町三丁目間の葛島橋周辺が専用軌道で、その他は併用軌道である。併用軌道のうち後免西町 - 後免東町間は自動車の軌道上への乗り入れが許可されている一方、西高須 - 篠原間の大部分は併用軌道ながらも線路上は舗装されておらず、位置も道路の端に寄っている。車庫はかつて知寄町にあったが、1987年に桟橋線沿線に移転している。後免町には留置線が存在する。
なお『鉄道要覧』においては、土佐電気鉄道時代の平成7年（1995年）度版から平成19年（2007年）度版まで路線名が「ごめん線」と平仮名表記になっていたが、翌平成20年版から再び「後免線」表記になっている。路線名が平仮名表記になっていた年度版では、停留場名における「後免」も全て「ごめん」になっていた。

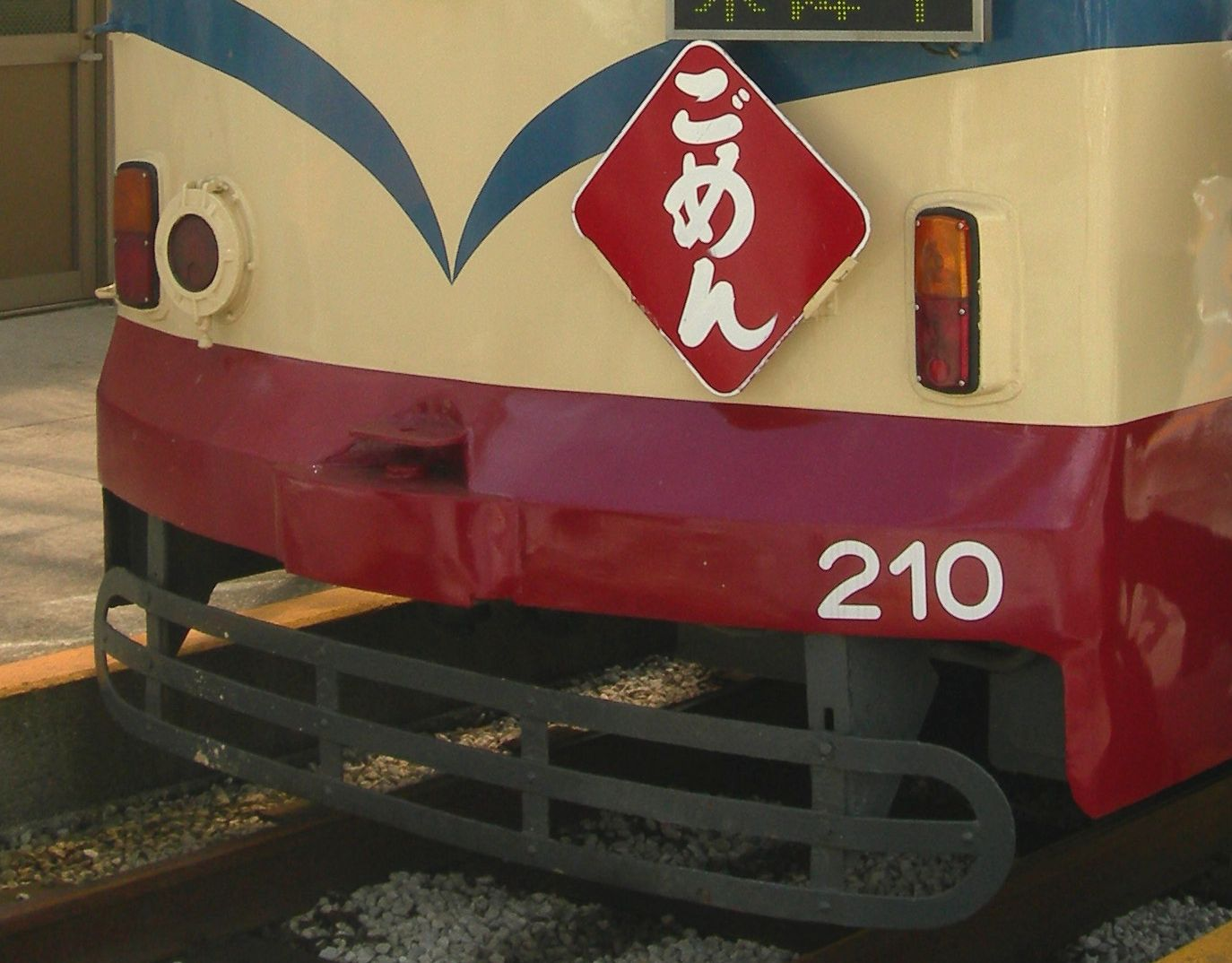
「ごめん」方向板

## 運行形態
大半が伊野線と直通運転を行っている。平日は日中毎時9 - 10本程度（後免町発着が2 - 3本程度、文珠通発着が6 - 7本程度）の運行、土休日は日中毎時8 - 15本程度（後免町発着が2 - 3本程度、文珠通発着が5 - 6本程度）の運行である。朝夕には領石通・知寄町発着の区間運転便、桟橋線桟橋車庫前方面の出入庫便がある。桟橋線→後免線の出庫便ははりまや橋に右折線が無いため、桟橋線はりまや橋で停車した後、一部の便は交差点北側へ直進し渡り線を渡って左折で至るが、ほとんどの便は桟橋線はりまや橋停留場から左折し転線した上で東進する。後免線内のみの定期運用は無いが高知龍馬マラソン開催日の一部時間帯で後免町 - 西高須間の運用がある。
はりまや橋方面から後免町まで行く在来型電車の先頭部には、菱形赤地板に「ごめん」と大書された方向板が掲げられる。2003年末頃までに車両の行き先表示が一部を除きLED化されたが、その後も方向板を掲示していることが多い。以前は領石通行きも菱形紺地板に「領石通」と書かれた方向板を掲げていたが、文珠通までだった高知市内区間が領石通まで延長されて以降は中止されている。同様に1974年（昭和49年）の安芸線廃線まで運行されていた安芸線直通の安芸行きも菱形赤地板に「あき」と書かれた方向板が掲げられていた。
1974年に安芸線が廃止されるまでは高知市内からの安芸線直通運用があり、後免線内を準急・急行運転をする電車も存在した。準急は葛島 - 後免町間は文珠通・舟戸・領石通・後免西町に、急行は舟戸と後免西町に停車していた。

## 歴史
- 1908年（明治41年）10月31日：土佐電気鉄道（初代）により堀詰 - 下知（現在の宝永町）間が開業。
- 1909年（明治42年）10月30日：下知 - 葛島橋西詰（現在の知寄町三丁目）間が開業。
- 1910年（明治43年）
  - 10月15日：葛島橋西詰 - 鹿児間が開業。
  - 12月4日：鹿児 - 大津（廃止済、現在の清和学園前 - 領石通間）間が開業。
- 1911年（明治44年）
  - 1月27日：大津 - 後免中町通（現在の後免中町）間が開業。
  - 5月14日：後免中町通 - 後免町（現在の後免東町）間が開業。
- 1922年（大正11年）8月1日：土佐水力電気との合併・社名変更により土佐電気の路線となる。
- 1925年（大正14年）2月21日：後免東町通（現在の後免東町） - 後免町駅前（現在の後免町）間が開業。
- 1930年（昭和5年）5月30日：高知鉄道（鉄道線、後の安芸線）の後免町駅構内への乗り入れを開始。
- 1941年（昭和16年）7月12日：高知鉄道・土佐バスとの合併・社名変更により土佐交通の路線となる。
- 1948年（昭和23年）6月3日：南海鍛圧機との合併により土佐電気鉄道（2代目）の路線となる。
- 1955年（昭和30年）10月31日：安芸線との直通運転を開始。
- 1974年（昭和49年）
  - 4月1日：安芸線廃止に伴い、鉄道・軌道直通運転及び急行運転を終了。準急はその後も（少なくとも1975年（昭和50年）時点では）後免町 - 鏡川橋間において朝鏡川橋行、夕方後免町行の各1本ずつ（停車駅は前述の安芸線直通の準急と同じで、後免線内のみ準急運転）が運転されていたが[6]、後に廃止（廃止時期不詳、少なくとも1986年（昭和61年）の時点では廃止されている[7]）
  - 7月26日：後免町駅前停留場を移転し後免町停留場に改称。
- 1987年（昭和62年）12月1日：車両基地移転に伴い、知寄町車庫前停留場を知寄町停留場に改称。
- 1993年（平成5年）11月3日：県立美術館通停留場を新設。
- 2002年（平成14年）12月14日：葛島橋東詰 - 知寄町三丁目間の国分川橋梁架替工事が竣工。
- 2003年（平成15年）7月5日：河川改修に伴う線路付け替えで、領石通停留場が現在地に移転。
- 2014年（平成26年）10月1日：土佐電気鉄道の高知県交通・土佐電ドリームサービスとの経営統合に伴い、とさでん交通に承継。

## 停留場一覧
- 全停留場が高知県に所在。

| 停留場名                       | 停留場間キロ | 営業キロ | 接続路線                                  | 所在地 |
| ------------------------------ | ------------ | -------- | ----------------------------------------- | ------ |
| 後免町停留場                   | -            | 0.0      | 土佐くろしお鉄道：ごめん・なはり線 (GN39) | 南国市 |
| 後免東町停留場                 | 0.2          | 0.2      |                                           | 南国市 |
| 後免中町停留場                 | 0.3          | 0.5      |                                           | 南国市 |
| 後免西町停留場                 | 0.2          | 0.7      |                                           | 南国市 |
| 東工業前停留場                 | 0.5          | 1.2      |                                           | 南国市 |
| 住吉通停留場                   | 0.2          | 1.4      |                                           | 南国市 |
| 篠原停留場                     | 0.4          | 1.8      |                                           | 南国市 |
| 小篭通停留場                   | 0.6          | 2.4      |                                           | 南国市 |
| 長崎停留場                     | 0.4          | 2.8      |                                           | 高知市 |
| 明見橋停留場                   | 0.3          | 3.1      |                                           | 高知市 |
| 一条橋停留場                   | 0.4          | 3.5      |                                           | 高知市 |
| 清和学園前停留場               | 0.1          | 3.6      |                                           | 高知市 |
| 領石通停留場                   | 0.5          | 4.1      |                                           | 高知市 |
| 北浦停留場                     | 0.4          | 4.5      |                                           | 高知市 |
| 舟戸停留場                     | 0.5          | 5.0      |                                           | 高知市 |
| 鹿児停留場                     | 0.4          | 5.4      |                                           | 高知市 |
| 田辺島通停留場                 | 0.5          | 5.9      |                                           | 高知市 |
| 東新木停留場                   | 0.3          | 6.2      |                                           | 高知市 |
| 新木停留場                     | 0.4          | 6.6      |                                           | 高知市 |
| 介良通停留場                   | 0.4          | 7.0      |                                           | 高知市 |
| 文珠通停留場                   | 0.4          | 7.4      |                                           | 高知市 |
| 高須停留場                     | 0.2          | 7.6      |                                           | 高知市 |
| 県立美術館通停留場             | 0.2          | 7.8      |                                           | 高知市 |
| 西高須停留場                   | 0.2          | 8.0      |                                           | 高知市 |
| 葛島橋東詰停留場               | 0.4          | 8.4      |                                           | 高知市 |
| 知寄町三丁目停留場             | 0.3          | 8.7      |                                           | 高知市 |
| 知寄町停留場                   | 0.4          | 9.1      |                                           | 高知市 |
| 知寄町二丁目停留場             | 0.2          | 9.3      |                                           | 高知市 |
| 知寄町一丁目停留場             | 0.3          | 9.6      |                                           | 高知市 |
| 宝永町停留場                   | 0.3          | 9.9      |                                           | 高知市 |
| 菜園場町停留場                 | 0.4          | 10.3     |                                           | 高知市 |
| デンテツターミナルビル前停留場 | 0.5          | 10.8     |                                           | 高知市 |
| はりまや橋停留場               | 0.1          | 10.9     | とさでん交通：伊野線・桟橋線・駅前線      | 高知市 |

### 廃止停留場
八幡通停留場、城見町停留場（休止扱い）、（旧）知寄町車庫前停留場、大津停留場